# 久保川流域ため池群
久保川流域ため池群（くぼがわりゅういきためいけぐん）は、岩手県一関市萩荘にあるため池である。
2010年（平成22年）3月25日に農林水産省のため池百選に選定された。
2009年（平成21年）には「萩荘・厳美の農村部」としてにほんの里100選にも選定されている。

## 概要
一級河川北上川水系磐井川支流久保川流域に広がる無数のため池は、多様な動植物の宝庫であり、東京大学大学院農学生命科学研究科保全生態学研究室により調査が進められた。
以後2007年（平成19年）4月1日「久保川イーハトーブ自然再生研究所」が開設され、2009年（平成21年）5月16日同研修所を発展解消し「久保川イーハトーブ自然再生協議会」を中心に自然環境や景観保全を行っている。

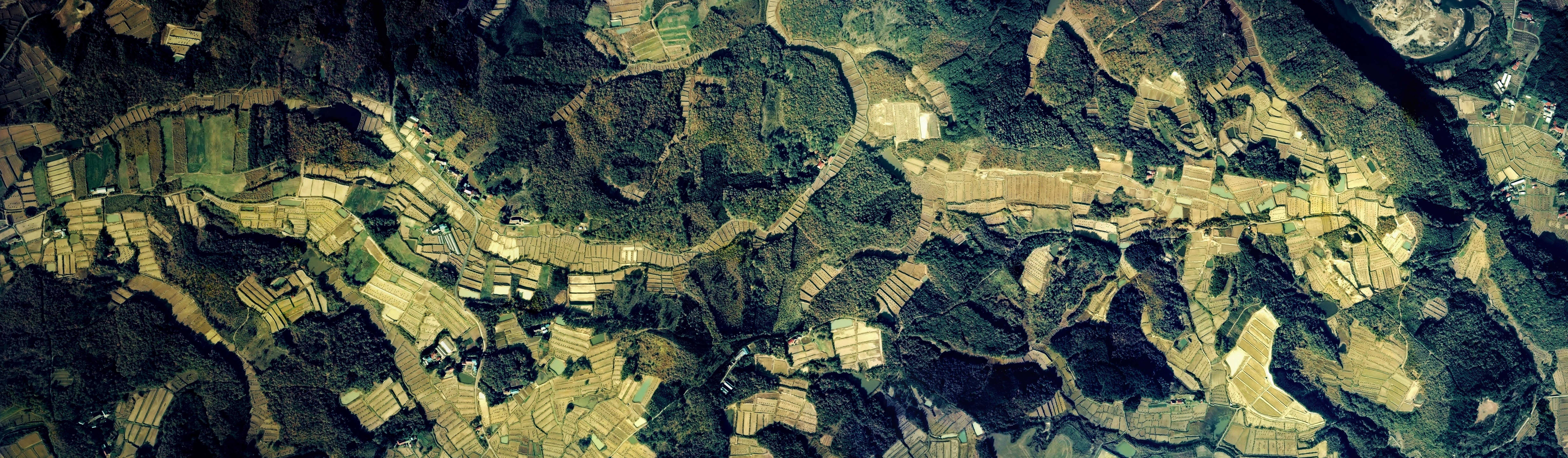
久保川北岸一帯の空中写真。小さなため池が多数ある。（1976年撮影の5枚より合成作成）。
。

## アクセス

### 道路
- 東北自動車道一関ICから厳美バイパス岩手県道240号本郷五串線
- 一関バイパスから国道457号萩荘

### 路線バス
- 一関駅下車 タクシー